# 動態評量
動態評量是一種雙向互動的評量方向，應用於教育上，尤其是特殊教育。有別於一般的單向評量，動態評量的施測者會在學生遇的困難時提供協助，並視協助的多寡來給分。
動態評量的概念最早由前蘇聯的發展心理學家利維·維谷斯基（1896年-1934）提出。
維谷斯基指出，學生能獨立完成的成就和協助下能完成的成就中間有一段距離，他稱此為可能發展區(Zone of Proximal Development)。以可能發展區中的事物進行教學，效率最高。瞭解學生的可能發展區，有助於教師安排教學內容，不至於太深或太淺。
動態評量即具有測度學生可能發展區的功能，因為當學生只需少許協助即能寫出正確答案，代表題目對應的概念是在學生的可能發展區中；反之，若是學生不需協助即能寫出正確答案，代表已經會了；若是學生在大量協助後仍不會，代表題目對應的概念還離他很遠。
除此之外，動態評量能鼓勵學生提問，增進解題的意願，避免太多的挫折感。
不過，因為施測者參與，動態評量被批評為一種過度主觀、信度、效度不高的評量。